# 5881 Akashi
5881 Akashi este un asteroid din centura principală de asteroizi.

## Descriere
5881 Akashi este un asteroid din centura principală de asteroizi. A fost descoperit pe 27 septembrie 1992 la Minami-Oda de Matsuo Sugano și Toshiro Nomura. Asteroidul prezintă o orbită caracterizată de o semiaxă mare de 2,85 ua, o excentricitate de 0,08 și o înclinație de 2,7° în raport cu ecliptica.